# 南禅寺 (無錫市)
南禅寺（なんぜんじ）は、中華人民共和国江蘇省無錫市梁渓区にある仏教寺院。

## 歴史
南禅寺は、南朝梁の太清年間（547年 - 549年）の創建で、当時は護国寺と称した。唐の咸亨年間（670年 - 674年）、「霊山寺」と改称。北宋の天聖年間（1023年 - 1032年）、仁宗により「福聖禅院」の名を賜った。城南にあるため、通称「南禅寺」と呼ばれている。
1949年以降、南禅寺は廃止され、住民住宅に変更された。1980年代に、政府は資金を投下し南禅寺の再建を行いました。1983年、無錫市人民政府は南禅寺を無錫市文物保護単位に認定した。

## 伽藍
山門、天王殿、大雄宝殿、蔵経閣、観音殿、地蔵王殿、法堂、斎堂、寮房